# Władimir Łobow
Władimir Nikołajewicz Łobow (ros. Владимир Николаевич Лобов; ur. 22 lipca 1935 w wiosce Burajewo w Baszkirii) – radziecki wojskowy, generał armii, członek rzeczywisty Akademii Nauk Wojskowych i Akademii Nauk Przyrodniczych, doktor nauk wojskowych, kandydat nauk historycznych, profesor.

## Życiorys
Służbę wojskową rozpoczął w 1954. W 1959 ukończył szkołę artyleryjską w Riazaniu, w 1967 Wojskową Akademię im. Frunzego a w 1979 Wojskową Akademię Sztabu Generalnego. 
Od 1981 był 1 zastępcą dowódcy Leningradzkiego Okręgu Wojskowego, od 1984 dowódcą Środkowoazjatyckiego Okręgu Wojskowego. Od 1987 był 1 zastępcą szefa sztabu generalnego, a w latach 1989–1991 pełnił jednocześnie służbę na stanowisku szefa Sztabu Zjednoczonych Sił Zbrojnych Państw – Stron Układu Warszawskiego. Następnie był komendantem Akademii im. Frunzego. Od sierpnia do grudnia 1991 był szefem Sztabu Generalnego Sił Zbrojnych ZSRR - pierwszym zastępcą ministra obrony ZSRR. Od 1989 w stopniu generała armii.